# Норваш-Кошки
Норва́ш-Ко́шки (чув. Кушкӑ) — деревня в Янтиковском районе Чувашской Республики. Входит в состав Яншихово-Норвашского сельского поселения.

## География
Находится в восточной части Чувашии на расстоянии приблизительно 4 км на северо-запад по прямой от районного центра села Янтиково.

## История
Известна с 1719 года. Число дворов и жителей: в 1719 — 8 дворов, 30 мужчин; 1747 — 18 мужчин; 1795 — 21 двор, 131 житель; в 1858 году — 341 житель, в 1897 году — 673 жителя, 1926 году — 135 дворов, 672 жителя; в 1979 году — 255 жителей. В 2002 году было 74 двора, 2010 — 59 домохозяйств. В годы коллективизации работал колхоз «Искра Ильича», в 2010 КФХ «Лазарев».

## Население
Население составляло 197 человек (русские 78 %) в 2002 году, 162 в 2010.